# Iwanowka (Burjatien, Kjachtinski)
Iwanowka (russisch Ивановка) ist ein Selo (Dorf) in der russischen Republik Burjatien. Der Ort gehört zur Landgemeinde Tamirskoje im Kjachtinski rajon.

## Geographie
Iwanowka liegt am Fluss Kudara etwa 15 Kilometer von der Grenze zur Mongolei entfernt. Das Rajonzentrum Kjachta befindet sich etwa 60 Kilometer nordwestlich. Die nächste Bahnstation Nauschki an der Strecke von Ulan-Ude nach Ulaanbaatar befindet sich noch knapp 30 Kilometer weiter westlich. Der Gemeindesitz Tamir liegt 15 Kilometer nordöstlich.

## Geschichte
In der Sowjetunion befand sich in Iwanowka der Kolchos „Krasny Stroitel“ (Roter Bauarbeiter).

### Bevölkerungsentwicklung
| Jahr | Einwohner |
| ---- | --------- |
| 2002 | 230       |
| 2010 | 177       |

Anmerkung: Volkszählungsdaten